# Dimitri Sartison
Dimitri Sartison (ur. 4 lutego 1980 w Rudnym) – niemiecki bokser, były zawodowy mistrz świata wagi super średniej (do 168 funtów) organizacji WBA.

## Kariera amatorska
Sukcesy rozpoczął odnosić w okresie juniorskim. W 1998 został srebrnym medalistą mistrzostw świata juniorów w Buenos Aires w wadze półśredniej.
Bilans walk amatorskich: 249 zwycięstw i 42 porażki. 

## Kariera zawodowa
Karierę zawodową rozpoczął 23 września 2003. Do lutego 2008 stoczył  22 walki, wszystkie wygrywając. 
21 czerwca 2008 stanął do pojedynku o wakujący tytuł mistrza świata federacji WBA w wadze super średniej z byłym mistrzem Duńczykiem Mikkelem Kesslerem. Przegrał po jednostronnym pojedynku znokautowany w dwunastej rundzie. Po trzech wygranych walkach ponownie otrzymał szansę walki o tytuł WBA kiedy na super mistrza awansowany został Kessler. 21 listopada 2009 w Kilonii spotkał się ze Stjepanem Božičem. Wygrał przez techniczny nokaut w szóstej rundzie i został mistrzem regularnym.
W pierwszej obronie tytułu, 31 lipca 2010, jednogłośnie na punkty pokonał pochodzącego z Armenii Khorena Gevora. Rok później, w lipcu 2011 zwakował tytuł ze względu na ciężką kontuzję kolana. Po powrocie na ring wygrał dwie walki i otrzymał szansę walki o odzyskanie tytułu mistrzowskiego zdobytego w międzyczasie przez Węgra Karoly Balzsaya. 21 kwietnia 2012 przegrał przez techniczny nokaut w dwunastej rundzie.